# Storia delle ferrovie nel Regno di Sardegna
La storia delle ferrovie nel Regno di Sardegna ebbe inizio con l'inaugurazione, il 24 settembre 1848, del tratto di 8 chilometri da Torino a Moncalieri. Con la proclamazione del Regno d'Italia il 17 marzo 1861 anche le ferrovie del regno piemontese entrarono a far parte dell'infrastruttura ferroviaria del nuovo regno. 

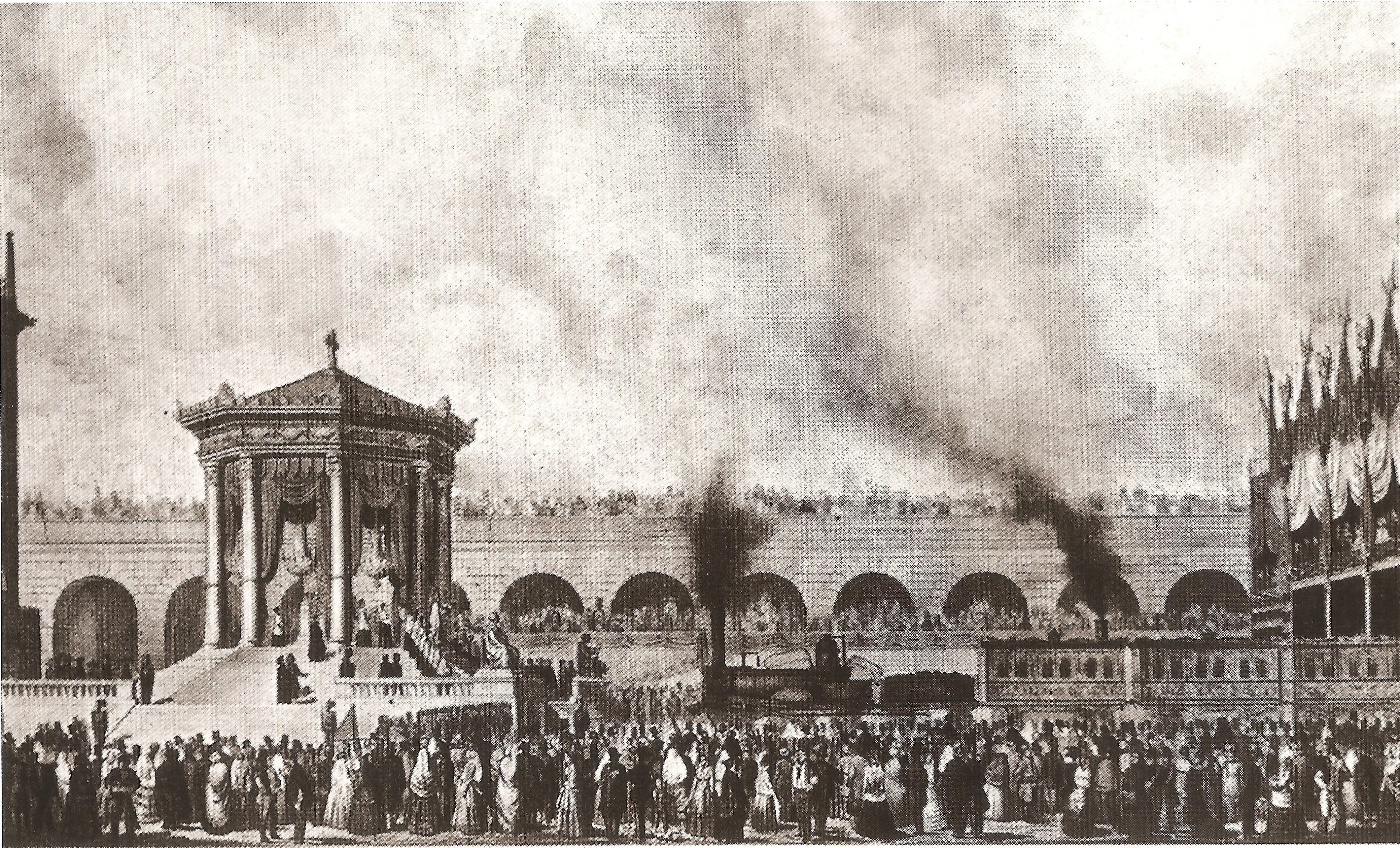
Inaugurazione della ferrovia di Genova

## Storia

### Premesse
Le prime proposte per la costruzione di una strada ferrata nel Regno di Sardegna risalgono al 1826; veniva proposta, da parte di un gruppo di affaristi genovesi la costruzione di una ferrovia di collegamento tra Genova e il Po.
Fino al 1840 il Governo sabaudo non diede serio seguito ad alcuna proposta ma il 10 settembre autorizzò la costituzione di una società, alla cui testa stava Luigi Raffaele De Ferrari, duca di Galliera, importante esponente della finanza internazionale del tempo, allo scopo di "intraprendere studi per una parte delle strade ferrate da Genova al Piemonte e confine Lombardo". La società era in parte composta dallo stesso gruppo di banchieri genovesi, tra cui erano Cesare Cavagnari e Raffaele Pratolungo, che fecero approntare un progetto elaborato per la parte in pianura dall'ingegnere Porro e per la parte montana dall'ingegnere inglese Isambard Kingdom Brunel. La linea dalla capitale ligure conduceva oltre Serravalle, diramandosi poi da un lato per Alessandria e dall'altro, verso Pavia (confine lombardo). Alla fine del 1843 il progetto venne presentato alla commissione governativa.
Ma un cambiamento della politica governativa fece arenare la trattativa. Motivi di ordine strategico indussero il Governo a stabilire, con le regie patenti del 18 luglio 1844, che:
Il sistema delle strade ferrate dei Nostri Stati di terraferma avrà luogo colla costruzione simultanea di una strada a ruotaie di ferro da Genova a Torino per Alessandria e la Valle del Tanaro con diramazione verso la Lomellina, donde a Novara ed al Lago Maggiore. Il punto, da cui dovrà partire detta diramazione, sarà determinato in correlazione della località che in dipendenza di accurati studi sarà prescelta per varcare il fiume Po con maggiore utilità e sicurezza. Compiuta od intrapresa la costruzione di detta strada bipartita nella detta direzione verso Torino ed alla Lomellina, verrà eseguita la diramazione di un altro tronco che, da quello verso la Lomellìna, metta alla Lombardia nella Direzione che le circostanze saranno per consigliare più opportuna.
Il primitivo progetto genovese dava un'importanza preminente al collegamento commerciale del porto ligure con Pavia e Milano, ma ad esso si sostituiva un tracciato delineato secondo considerazioni politico-militari. Si tracciava una rete ferroviaria mirata al collegamento con le linee svizzere e tedesche che procurava preoccupazioni all'Austria che temeva danni ai suoi traffici diretti ai porti adriatici. 
Rimaneva aperta la questione di chi avrebbe sostenuto la spesa di 45 milioni, se lo Stato o il capitale privato. Cavour propendeva più direttamente per la seconda soluzione. Tuttavia, con Regie Patenti del 13 febbraio 1845, si stabilì che la Strada Ferrata da Genova al Piemonte, con diramazione al Lago Maggiore ed alla frontiera lombarda, verranno costruite per conto e cura del nostro Governo e a spese delle nostre finanze.

### Cavour e le ferrovie
Nel 1835 Camillo Benso di Cavour era stato in Inghilterra dove aveva maturato la convinzione che i progressi economici e tecnologici erano anche legati al progresso delle strade ferrate. Il programma ferroviario di Carlo Alberto fu quindi da lui sostenuto. Cavour concepì inoltre chiaramente che le ferrovie in Italia avrebbero avviato un regime di libero commercio e di libera circolazione che avrebbe contribuito all'unità del popolo italiano.

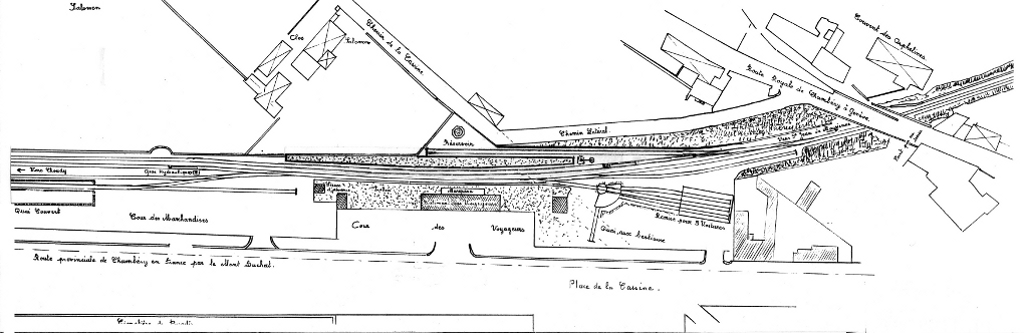
Progetto della stazione di Chambéry

Nell'agosto del 1837 fece, in ferrovia, una gita sulla linea appena inaugurata da Parigi a Saint Germain rimanendone entusiasta.
Nel 1838, appoggiò la nascita della società "La Savoyarde" con lo scopo di finanziare una linea ferrata tra Chambéry e Lione, che si sarebbe integrata con la navigazione fluviale e lacustre sul Lago del Bourget e sul Rodano accorciando anche le distanze del Piemonte dalla Francia. Dopo una prospezione sul percorso eseguita a cura dell'imprenditore Perret di Lione, vennero avviate le iniziative atte a realizzare il collegamento ferroviario tra il lago di Bourget e Chambéry. La Savoyarde, "Compagnie du service accéléré par chemin de fer et bateaux à vapeur de Chambéry à Lyon" emise azioni che furono sottoscritte da 104, tra nobili e borghesi francesi, da 33 savoiardi e da 45 piemontesi; tra questi ultimi era Cavour che, nel 1839, entrò a far parte del Consiglio di amministrazione. L'iniziativa, rimasta di rilevanza locale, si concluse con il fallimento nel 1849.
Nel 1841, Carlo Cattaneo, pubblicò sulla rivista "il Politecnico" uno studio dal titolo "Sui progetti di strade ferrate in Piemonte". Nel 1845, Carlo Ilarione Petitti di Roreto vicino a Cavour, pubblicò a Capolago, in Svizzera, uno scritto dal titolo: Delle strade ferrate italiane e del miglior ordinamento di esse, nel quale prefigurò una rete ferroviaria che superando frontiere e barriere doganali avrebbe operato nell'interesse di tutti gli italiani.
Nel 1846 anche Cavour pubblicò, a Parigi sulla Revue Nouvelle, lo scritto Des Chemins de fer en Italie nel quale apertamente affermava l'importanza delle ferrovie sullo "sviluppo dell'idea italiana"  definendo l'equilibrio tracciato dal Congresso di Vienna "dépourvu de toute base morale". Lo scritto provocava non pochi problemi nei rapporti con l'Austria ma intanto il Piemonte attuava il programma per una strada ferrata tracciata "da Genova al Piemonte e confine Lombardo" attraverso Alessandria e la Valle del Tanaro con diramazione verso la Lombardia "nella direzione che le circostanze saranno per consigliare più opportuna".

### Iniziano le costruzioni

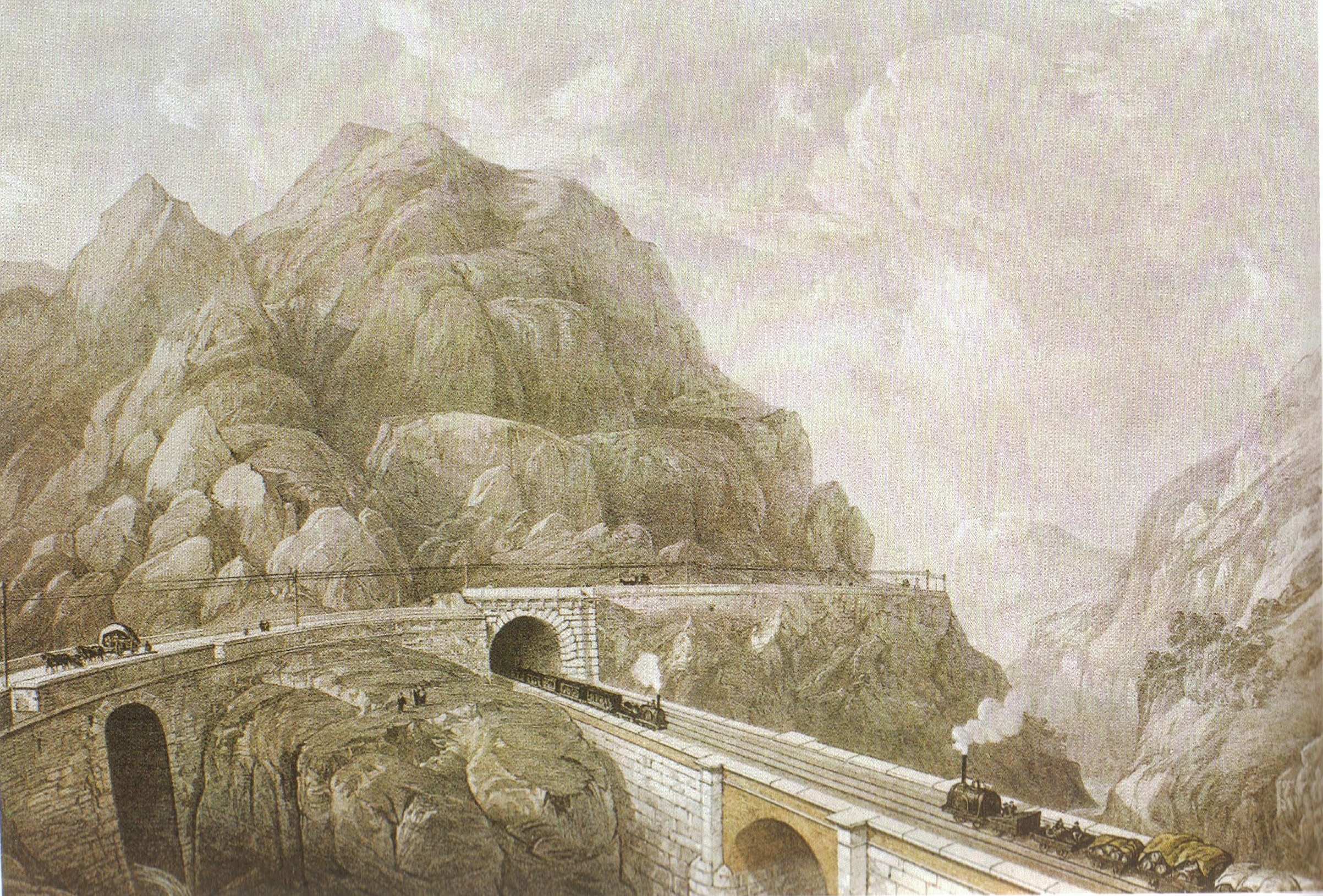
Galleria di Pietra Bissara tra Arquata e Ronco Scrivia

Il tracciato della ferrovia per Genova, che in vari punti dell'attraversamento montano comportava la risoluzione di notevoli problemi tecnici, venne risolto dal Brunel mediante una serie di piani inclinati per scavalcare l'Appennino al Passo dei Giovi.
Nel novembre 1845 vennero appaltati i lavori di costruzione dei primi lotti di linea a doppio binario che iniziarono nel 1846. Il 24 settembre 1848 venne inaugurato il primo tratto di 8 chilometri da Torino a Moncalieri alla presenza delle autorità tra l'entusiasmo del pubblico; due modeste stazioni terminali provvisorie erano state costruite in fretta.
Il giorno dopo ebbe inizio il servizio pubblico con sei coppie di treni giornalieri. Le cronache riportano, nei primi giorni, un incidente a Moncalieri, lo scontro di due treni causato dall'anticipo dell'arrivo di uno; 60 passeggeri riportarono contusioni.
L'anno seguente entrò in esercizio il tronco Moncalieri - Asti; nel 1850 il percorso da Asti ad Alessandria e a Novi Ligure; venne completata il 18 dicembre 1853 ed inaugurata il 20 febbraio 1854.

### Si progetta una strada ferrata tra Alessandria, Novara e il Lago Maggiore

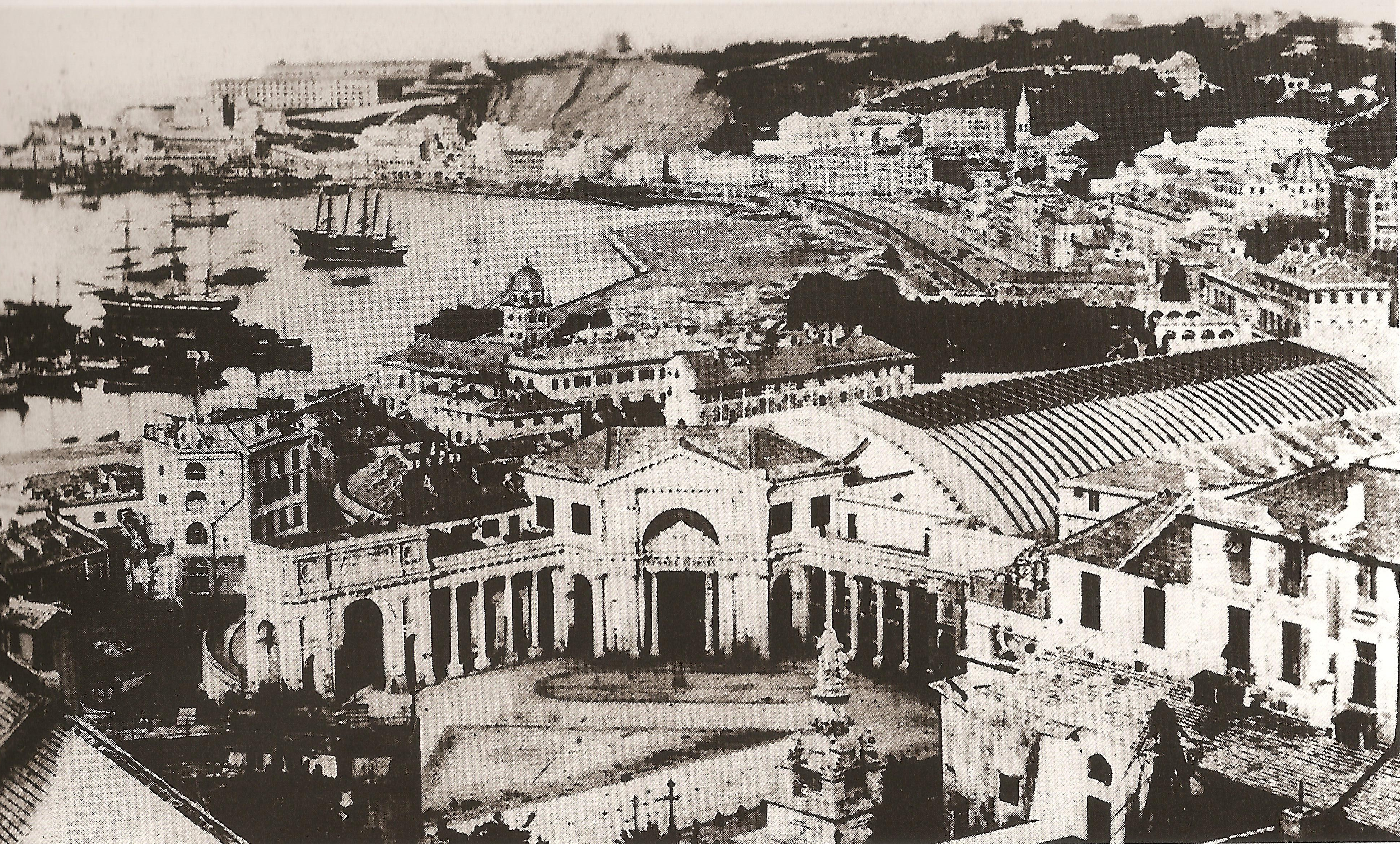
Stazione di Genova P. Principe

La linea, pensata come diramazione della Torino - Genova, aveva lo scopo di migliorare i collegamenti fra il porto ligure e la Svizzera in concorrenza alla navigazione fluviale, costituita dal Ticino.
Le Regie Patenti del 1845 avevano stabilito la possibilità di una linea che si diramasse dalla stazione di Alessandria per giungere in riva al Lago Maggiore. I lavori, di competenza della compagnia statale, iniziarono sul finire degli anni quaranta (del XIX secolo) e procedettero a rilento; il Piemonte attese a lungo una risposta dai cantoni svizzeri per la costruzione di una galleria sotto il passo del Lucomagno. Da essa sarebbero dipese le future decisioni sull'attestamento della strada ferrata al porto di Arona o su un collegamento alternativo diretto a Locarno. Nel 1853, in mancanza di certezze sullo sviluppo della rete svizzera si attestò la linea ad Arona organizzando poi un servizio di traghetti con la Svizzera.

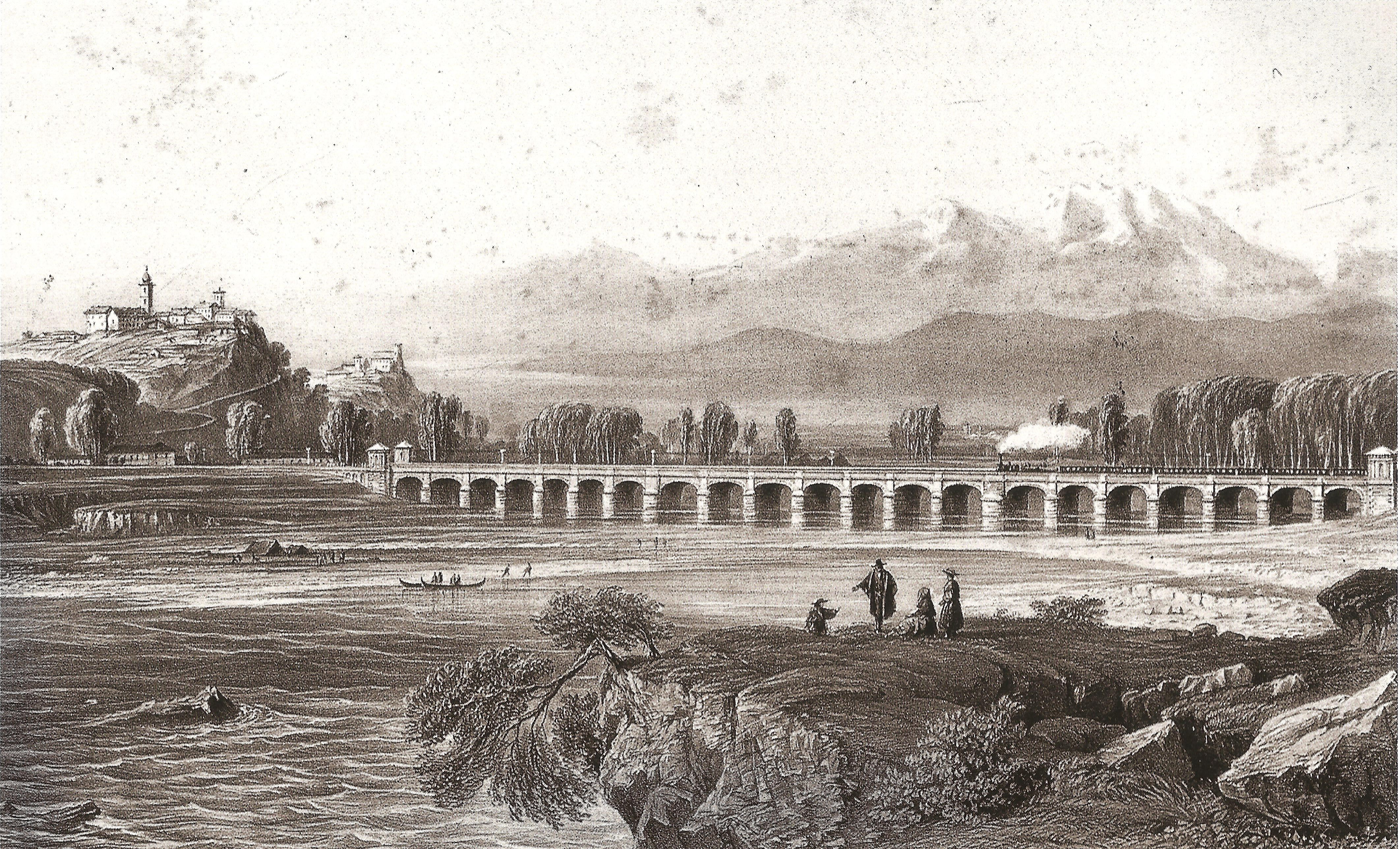
Ponte ferroviario sul Po presso Valenza

Le prime aperture avvennero nel 1854: il 5 giugno fu la volta del tratto tra stazione di Alessandria e Mortara, Novara fu raggiunta il mese successivo (3 luglio), mentre il tronco fino ad Arona, presso la vecchia stazione lacuale, fu aperto il 14 giugno 1855.
La Alessandria-Arona fu inaugurata la successiva domenica, 17 giugno, alla presenza di Cavour, Rattazzi, Durando e Paleocapa. Il re Vittorio Emanuele II, in lutto per la morte del figlio ultimogenito, inviò in sua rappresentanza il Principe di Carignano.
Nel 1859 la ferrovia dimostrò la sua utilità nelle operazioni militari di trasporto delle truppe piemontesi fra Casale e Novara, cogliendo di sorpresa le truppe austriache. Con la legge 14 maggio 1865, n. 2279 la Arona-Alessandria fu ceduta alla Società per le Ferrovie dell'Alta Italia (SFAI) assieme alle linee delle Ferrovie dello Stato piemontese.

### Una ferrovia per Nizza
Nel 1853 Cavour propose al parlamento subalpino la costruzione di una linea ferroviaria che partendo da Cuneo raggiungesse Nizza Marittima. Nel 1855 la linea da Torino raggiunse Cuneo in seguito alla costruzione del viadotto di 11 campate sulla Stura, costruito tra ottobre del 1854 e agosto del 1855.
Il progetto, di interesse nazionale, perse la sua importanza in quanto Nizza, nel 1860, venne ceduta alla Francia.
Una particolarità della linea Torino-Cuneo è che si tratta della prima concessione, ottenuta nel 1850 da una società ferroviaria privata, per la costruzione di una ferrovia nel tratto tra Torino e Savigliano. Due anni dopo, nel 1852 la stessa società ottenne l'autorizzazione a proseguire la costruzione fino a Cuneo e a realizzare una diramazione da Savigliano a Saluzzo. Il treno arrivò a Cuneo nell'agosto del 1855.
In prossimità della stazione di Savigliano venne costruita l'officina per la costruzione e la riparazione dei rotabili ferroviari della Società della Ferrovia Torino-Cuneo.
Il 1º ottobre 1855 fu attivata una diramazione da Cavallermaggiore sulla Torino – Cuneo fino a Bra con l'intento di prosecuzione fino ad Alessandria.

### Alessandria viene collegata a Piacenza
I lavori per la costruzione della ferrovia iniziarono il 16 gennaio 1856: il progetto prevedeva un tronco tra Alessandria e Stradella e una diramazione da Tortona a Novi Ligure. Nel 1859 i territori del Ducato di Parma e Piacenza furono incorporati al Governatorato Generale del Centro Italia e successivamente annessi al Regno di Sardegna tramite il plebiscito del 12 marzo 1860; in seguito all'annessione la ferrovia fu quindi prolungata fino a Piacenza; un decreto relativo era stato approvato già nel mese di giugno 1858 dalla Camera dei deputati del Regno ("Facilitazione per l'unione della Società della ferrovia da Alessandria e Novi a Stradella con quella di Piacenza").
Il primo tratto, quello tra Alessandria e Casteggio fu inaugurato il 25 gennaio 1858, il 22 luglio successivo fu aperto il tronco fino a Stradella, poi tra il 1859 e il 1860 furono aperti i tratti di percorso piacentini, l'ultimo dei quali, quello tra il ponte sul fiume Trebbia e il capoluogo venne aperto al traffico il 19 gennaio 1860.

### La traversata alpina; il treno in Val di Susa
La ferrovia avrebbe dovuto collegare le due aree del Regno poste ai due lati della catena montuosa alpina e ciò richiedeva un traforo ferroviario la cui prima idea, rimasta senza riscontri, era stata proposta nel 1832 da Giuseppe Francesco Médail nativo di Bardonecchia. Nel 1840 questi presentò un memorandum al re Carlo Alberto nel quale descriveva un tunnel ferroviario sotto il Colle del Fréjus. Nello stesso anno il ministro Luigi Des Ambrois commissionò gli studi preliminari del traforo all'ingegnere belga Henri Maus (che già lavorava in Italia alla costruzione delle ferrovie piemontesi); nel 1849 questi consegnò un progetto del traforo tra Bardonecchia e Modane e gli studi di fattibilità della ferrovia tra Modane e Susa. La relazione venne esaminata da una commissione ministeriale istituita dal ministro dei Lavori pubblici e approvata; determinante fu l'apporto dell'ispettore e poi ministro Pietro Paleocapa. La legge 14 giugno 1852 decretava la costruzione della ferrovia da Torino a Susa. Si iniziò quindi a costruire la linea ferroviaria attraverso la valle e fu aperta all'esercizio il 21 maggio 1854.
Il progetto definitivo dell'attraversamento alpino in galleria venne redatto dagli ingegneri Germain Sommeiller, Sebastiano Grandis e Severino Grattoni cui si aggiunse Luigi Ranco.
Venne stipulata una convenzione con la Società Vittorio Emanuele approvata poi dal Parlamento del Regno in seguito a cui lo Stato si assunse tutto l'onere finanziario della costruzione della galleria e dei tronchi ferroviari afferenti per un importo di 41,6 milioni di Lire mentre la società avrebbe versato, a rate, la somma di 20 milioni allo Stato più un premio ad opera completata di 1 254 000 Lire per la cessione da parte dello Stato della ferrovia di Susa. Dopo un serrato dibattito, con interventi di Paleocapa e del Cavour, venne approvata la legge 15 agosto 1857, n. 2380 che autorizzava il Governo a realizzare l'opera.
Il 1 settembre 1857 il re Vittorio Emanuele II con una solenne cerimonia a Modane ordinò l'inizio dei lavori di scavo del tunnel; tra le massime autorità era presente anche il principe Napoleone (futuro Napoleone III) in rappresentanza della Francia. La direzione dei lavori fu affidata all'ingegnere Sommeiller; l'inaugurazione avvenne nel settembre 1871.

### Novara - Gozzano
Il tratto più antico è quello tra Novara e Vignale aperto all'esercizio il 14 giugno del 1855 che faceva parte dell'itinerario voluto dallo Stato piemontese per raggiungere il Lago Maggiore ad Arona passando per Alessandria e Novara. Il successivo di 32 km, fino a Gozzano, venne realizzato solo dopo l'Unità d'Italia ed aperto all'esercizio il 10 marzo del 1864.

### Le ferrovie private
- Ferrovia Canavesana. L'idea di un collegamento tra il Canavese e la città di Settimo dove dal 1852 passava il collegamento Torino-Milano, ebbe fra i principali promotori il medico rivarolese Carlo Demaria e alti esponenti della finanza torinese tra cui altri rivarolesi come soci fondatori: il sindaco Giuseppe Recrosio, Giuseppe Chiesa, titolare della manifattura omonima, il misuratore Giuseppe Peronetti, Maurizio Farina, l'impresario Fortunato Pistono ed il notaio Antonio Vallero; lo scopo era quello di incentivare le aree del Canavese pianificando la costruzione di una strada ferrata che collegasse le aree al capoluogo. La costruzione venne avviata dalla Società Anonima della Strada Ferrata del Canavese costituita con atto del notaio Giuseppe Turvano l'11 agosto 1856; la linea fino a Rivarolo, lunga 16 km, con trazione a cavalli e scartamento di 1650 mm, fu inaugurata a tappe fra il 1856 ed il 1866.
- Ferrovia da Torino per Pinerolo. Il progetto prese forma nella primavera del 1845 con la costituzione di una società promotrice per la costruzione. Nel 1849 questa fu riconosciuta con un Decreto Reale, che ne approvava lo statuto ed il regolamento. Furono presi in esame alcuni progetti di collegamento: via Buriasco-Vigone e Pancalieri, di 44 km, via Piossasco-Orbassano, di 33 km, e infine quello passante per Candiolo, None ed Airasca. Venne scelto l'ultimo per usufruire di un tratto della già esistente linea Torino-Genova con inserimento nel comune di Moncalieri poco lungi dal ponte sul Sangone, divenuto in seguito Bivio Sangone. Per la costruzione venne scelta la ditta Edward Pickering di Londra, che aveva realizzato il tratto di ferrovia di Savigliano. Il disegno di legge presentato dal ministro Paleocapa venne approvato all'unanimità, stabilendo la concessione governativa per la ferrovia per 80 anni con facoltà di riscatto statale a 30 anni; la legge fu emanata il 26 giugno 1853. L'inaugurazione della linea avvenne il 27 luglio 1854. Si poneva il problema di collegare Pinerolo, capoluogo dell'omonima provincia, con le valli del Pellice e del Chisone. Il progetto dell'ingegnere Carlo Langer, che ottenne la concessione per la costruzione della strada ferrata, limitata a Torre Pellice, avvenne dopo la costituzione del Regno d'Italia, con decreto reale n. 3709 del 14 maggio 1867.
- Ferrovia Vercelli-Casale-Valenza. Il Regio Decreto 11 maggio 1854, n. 1711, riconobbe ad una anonima Società per la Strada Ferrata da Vercelli a Valenza costituitasi appositamente nel marzo 1853 la concessione per la costruzione e l'esercizio di una ferrovia che unisse la città di Vercelli a Valenza, passando nei pressi di Casale[20]. Nel 1855 furono avviate le gare per la costruzione dei primi due lotti dell'opera, da completarsi con un terzo appalto relativo al ponte a quattro travate metalliche sul fiume Po[20]. La linea fu aperta in via provvisoria il 22 marzo 1857[9]. Il 18 luglio 1858, con il completamento dell'opera, all'esercente subentrò la Società Vittorio Emanuele[20].

## Nascono le prime industrie ferroviarie
Nel 1846 due imprenditori, Philip Taylor e Fortunato Prandi, fondarono il "Meccanico" (Taylor & Prandi) a Sampierdarena (Genova) con l'intento di produrre materiale ferroviario di vario tipo previo accordo con il governo sabaudo (che ne garantiva il sussidio). Tuttavia la scarsa conoscenza tecnica e la poca preparazione industriale furono alla base delle difficoltà incontrate dall'opificio che di fatto si limitò alla produzione di serbatoi e piattaforme girevoli; molti dei prodotti furono giudicati inoltre "difettosi e comunque non concorrenziali". Queste ragioni, assieme ad una serie di divergenze dei due fondatori portarono alla chiusura dello stabilimento, che lasciò oltretutto un pesante debito verso lo stato.
I seri problemi di bilancio portarono, nel 1852, al suo assorbimento nell'amministrazione ferroviaria sabauda.

Locomotiva Sampierdarena

Nello stesso anno 1852 il ministro Cavour favorì la costituzione di una compagine imprenditoriale composta dai genovesi Carlo Bombrini (banchiere), Raffaele Rubattino (armatore), Giovanni Ansaldo e Giacomo Penco (finanziere) promettendo commesse statali. L'ingegnere Ansaldo fu chiamato a dirigere l'impresa. La compagnia costituita aveva un capitale sociale di 1 110 000 lire, di cui 300 000 da versare in contanti a cui si aggiungevano infrastrutture del valore stimato di 810 000 lire.
La Sampierdarena fu la prima locomotiva a vapore di progettazione interamente italiana costruita nello stabilimento della neonata Ansaldo e uscì dalle officine nel 1854. Tra 1854 e 1860 le officine produssero 18 locomotive.

## La rete ferroviaria del Regno
- Ferrovia Alessandria-Cavallermaggiore
- Ferrovia Alessandria-Novara-Arona
- Ferrovia Alessandria-Piacenza
- Ferrovia Alessandria-San Giuseppe di Cairo
- Ferrovia Chivasso-Alessandria
- Ferrovia Chivasso-Ivrea-Aosta
- Ferrovia Canavesana
- Ferrovia del Frejus
- Ferrovia Fossano-Cuneo
- Ferrovia Milano-Genova
- Ferrovia Cuneo-Mondovì
- Ferrovia Novara-Gozzano-Domodossola
- Ferrovia Santhià-Biella
- Ferrovia Savigliano-Saluzzo-Cuneo
- Ferrovia Torino-Fossano-Savona
- Ferrovia Torino-Genova
- Ferrovia Torino-Milano
- Ferrovia Torino-Pinerolo
- Ferrovia Tortona-Novi Ligure
- Ferrovia Vercelli-Casale Monferrato
- Ferrovia Vercelli-Casale-Valenza